# Comté de Sumner (Kansas)
Pour les articles homonymes, voir Comté de Sumner.
Le comté de Sumner est l’un des 105 comtés de l’État du Kansas, aux États-Unis, à la frontière avec l’Oklahoma. Il a été fondé le 20 décembre 1870.
Son siège et plus grande ville du comté : Wellington.
Le 26 février 1867, le comté de Sumner a été créé à partir des comtés de Marion et de Butler. Il a été nommé en l’honneur de Charles Sumner, un sénateur américain du Massachusetts (1811-1874), qui était un ardent défenseur du Kansas comme État libre.

## Villes
- Argonia
- Belle Plaine
- Caldwell
- Conway Springs
- Geuda Springs
- Hunnewell
- Mayfield
- Milan
- Mulvane
- Oxford
- South Haven
- Wellington

## Géolocalisation
| Comté de Kingman          | Comté de Sedgwick | Comté de Butler         |
| Comté de Harper           | Comté de Sumner   | Comté de Cowley         |
| Comté de Grant (Oklahoma) |                   | Comté de Kay (Oklahoma) |

## Source
- (en) Cet article est partiellement ou en totalité issu de l’article de Wikipédia en anglais intitulé « Sumner County, Kansas » (voir la liste des auteurs).